# 신용승
신용승(1993년 4월 4일 ~ )은 대한민국 전 KBO 리그 삼성 라이온즈, kt 위즈의 야구 선수였다. 대전고등학교를 졸업했다.